# Henry Smith Lane
Henry Smith Lane (Sharpsburg, 1811. február 24. – Crawfordsville, 1881. június 18.) az Amerikai Egyesült Államok szenátora (Indiana, 1861–1867).